# 北江区
北江区（ほくこう-く）は中華人民共和国広東省韶関市にかつて存在したし管轄区。現在の韶関市湞江区に相当する。

## 歴史
1984年5月31日、北江区が新設された。
2004年5月29日、国務院により韶関市の行政区画整理が行われ、北江区及び曲江県の廃止が決定し、北江区全域及び曲江県の黎市鎮及び花砰鎮は湞江区に編入された。

### 設置
1984年5月、北江区が設置される。

### 廃止
2004年5月、湞江区に編入される

## 行政区画
- 街道:南門街道、和平街道、太平街道
- 鎮:五里亭鎮、十里亭鎮、黄崗鎮

| 前の行政区画 ? | 広東省の歴史的地名 1984年 - 2004年 | 次の行政区画 湞江区 |